# Bukowo (Polanów)
Bukowo (deutsch: Wendisch Buckow) ist ein Dorf in der polnischen Woiwodschaft Westpommern. Es liegt im Powiat Koszaliński (Kreis Köslin) und gehört zur Landgemeinde Polanów (Pollnow).

## Geographische Lage und Verkehrsanbindung
Bukowo liegt in Hinterpommern,  etwa 20 Kilometer südlich der Stadt Sławno (Schlawe) an einer Nebenstraße von Sulechówko (Klein Soltiko)  über Laski (Latzig) nach Jacinki (Jatzingen). Bis nach Polanów im Südosten sind es acht Kilometer. Seit die bis 1945 existierende Kleinbahn Schlawe–Pollnow–Sydow (Żydowo) nicht mehr in Betrieb ist, hat Bukowo keinen Bahnanschluss mehr.
Das Dorf liegt in einer flachhügeligen Landschaft von Höhen bis zu 146 Metern über dem Meeresspiegel. Nachbargemeinden sind Sowno (Alt Zowen), Laski, Bożenice (Bosens), Świerczyna (Schwarzin) und Nacław (Natzlaff). In der Region wird vorwiegend Landwirtschaft betrieben.

## Ortsname
Eine ursprüngliche (wendische) Bezeichnung  des Ortsnamens lautet Bucowe. Der Name Buckow bzw. Bukowo kommt in Brandenburg und Pommern bzw. in Polen sehr häufig vor. „Buk“ heißt im Slawischen „Buche“, sodass der Ortsname ins Deutsche übersetzt „Buchenort“ lauten könnte. Im Landkreis Schlawe i. Pom. gab es zwei Orte, in deren Namen das Wort „Buckow“ enthalten war: „Wendisch Buckow“ und „See Buckow“ (heute: Bukowo Morskie). Letzterer Ort, etwa 30 Kilometer Luftlinie nordwestlich gelegen, nannte sich von alters her mit dem Zusatz. Im Zuge der nationalsozialistischen Germanisierung von Ortsnamen wurde Wendisch Buckow zum 27. Dezember 1937 in „Buckow (Pom.)“ umbenannt. Den heutigen Namen „Bukowo“ erhielt das Dorf nach 1945 mit der Übernahme durch die polnische Verwaltung.

## Geschichte
Bereits in der Stein- und Bronzezeit ist die Gegend um Bukowo besiedelt. Seit Anfang des 16. Jahrhunderts sind die Besitzer bekannt. Bis 1556 war das Dorf im Besitz des Prämonstratenserklosters in Stolp, danach ging es als Lehen an die dortige Ratsfamilie Schwawe, die 1590 von Felix von Podewils abgelöst wurde. Von 1600 bis 1684 war das Gutsdorf Buckow im Besitz des pommerschen Herzoghauses. Um 1717 wird die Familie von Bandemer genannt. Um 1784 hatte Buckow ein Vorwerk und insgesamt zehn Haushaltungen; Besitzer des Gutsdorfs war zum damaligen Zeitpunkt Adam Heinrich August Graf von Podelwils, Lieutenant beim 3. Bataillon der Königlichen Garde.  Um  1821 wird  wieder die Familie von Podewils erwähnt.
Für die Zeit vor  1820 wird für Buckow die Einwohnerzahl 108 genannt. In Buckow lebten im Jahr 1818 insgesamt 126 Einwohner.  Die Einwohnerzahl betrug 1910 zusammen mit dem rechtlich noch selbständigen Gutsbezirk 274. Im Jahr 1925 standen in der Gemeinde Buckow 81  Wohngebäude, und es wurden 655 Einwohner gezählt, die auf 128 Haushaltungen verteilt waren.
Im Jahr 1939 wurden 540 Menschen gezählt. Die Haupteinnahmequelle war die Landwirtschaft. Außer den Bauernhöfen gab es im Dorf eine Imkerei, zwei Schneidereien, zwei Schuhmachereien, ein Maurergewerbe und eine Schmiede. Eine Wasserleitung stand seit 1908 zur Verfügung, der Anschluss an das öffentliche elektrische Stromnetz erfolgte 1912.
Vor 1945 gehörte die Gemeinde Buckow  (Pom.) zum Landkreis Schlawe im Regierungsbezirk Köslin der Provinz Pommern. Die 19,7 km² große Gemeindefläche beherbergte  insgesamt fünf Wohnorte:
- Buckow
- Hanshagen (Domachowo)
- Klein Ristow (Rzyszczewko)
- Neu Amerika (Puławy).
- Vorwerk Karlsruh

Die beiden letztgenannten Wohnplätze Karlsruh und  Neu Amerika sind heute nicht mehr existent. Als letzter deutscher Gemeindebürgermeister war bis 1945 Friedrich Koglin im Amt.
Gegen Ende des Zweiten Weltkriegs wurde Buckow in den ersten Märztagen des Jahres 1945 von  Truppen der Roten Armee besetzt. Bald nach Kriegsende wurde Buckow zusammen mit ganz Hinterpommern unter polnische Verwaltung gestellt.

### Verwaltungspolitische Zuordnung bis 1945
Zum 1. Januar 1818 wurde Buckow dem neu gebildeten Kreis Schlawe im pommerschen Regierungsbezirk Cöslin (später Köslin) zugeordnet. Mit der Einführung von Amtsbezirken zum 1. Januar 1874 wurde der Amtsbezirk Wendisch-Buckow zusammen mit der Gemeinde Jatzingen (heute Jacinki) und den Gutsbezirken Hanshagen (Domachowo), Klein Ristow (Rzyszczewko), Schwarzin (Świerczyna) und Wendisch Buckow gebildet.

### Standesamt
Das Standesamt in Buckow war bis 1945 für die Gemeinden Buckow und Schwarzin (Świerczyna) zuständig. Die meisten  standesamtlichen Unterlagen befinden sich heute im Staatsarchiv in Koszalin (Köslin), einige auch im Standesamt Polanów (Pollnow).

### Religion
Das Dorf Buckow, dessen Bewohner fast ausnahmslos evangelischer Konfession waren, gehörte bis 1945 zur Kirchengemeinde Kummerow (heute polnisch: Komorowo). Diese war ihrerseits Filialgemeinde im Kirchspiel Krangen (Krąg), in das auch die Dörfer Bosens (Bożenice), Bussin (Buszyno), Drenzig (Drzeńzko), Latzig (Laski) und Zirchow (Sierakowo Sławieńskie) eingepfarrt waren. Das im Jahre 1939 insgesamt 2770 Gemeindeglieder zählende Kirchspiel war in den Kirchenkreis Schlawe der Kirchenprovinz Pommern der Kirche der Altpreußischen Union integriert.
Die Kirchenbücher des gesamten Kirchspiels wurden durch Kriegseinwirkung vernichtet.
Heute sind die Einwohner von Bukowo überwiegend katholischer Konfession. Bukowo ist eine eigene Parochie mit Filialkirchen in Komorowo (Kummerow) und Sowno (Alt Zowen) im Dekanat Polanów im Bistum Köslin-Kolberg der Katholischen Kirche in Polen. Die evangelischen Familie betreut das Pfarramt in Koszalin (Köslin) in der Diözese Pommern-Großpolen der polnischen Evangelisch-Augsburgischen Kirche.

### Schule
Die alte Schule lag an der Straße nach Bosens (Bożenice). In einem nicht mehr bekannten Jahr wurde ein Neubau errichtet, der später einen Anbau erhielt. Auch die Kinder von Hanshagen (Domachowo) und Klein Ristow (Rzyszczewko) wurden hier unterrichtet.